# Вълшебникът
„Вълшебникът“ е български телевизионен игрален филм (късометражен, детски, приключенски) от 1968 година на режисьора Теодоси Попов, по сценарий на Георги Струмски. Оператор е Алеко Драганов. Музиката е на Борис Карадимчев. 

## Актьорски състав
| Роля             | Изпълнител            |
| ---------------- | --------------------- |
| смелото пате     | Николай Клисуров      |
| регулировчикът   | Евстати Стратев       |
| Ането            | Маргарита Пехливанова |
| Тошко Африкански | Люба Цонева           |